# Alicja Rosolska
Alicja Rosolska (Varsó, 1985. december 1. –) lengyel teniszezőnő, olimpikon.
2002-ben kezdte profi pályafutását, eddigi karrierje során párosban kilenc WTA és tizennégy ITF-tornát nyert meg. Túlnyomó részt csak párosban játszik. A Grand Slam-tornákon a legjobb eredménye párosban a 2018-as wimbledoni teniszbajnokságon elért elődöntő. Legjobb világranglista helyezése párosban a 23. hely, amelyet 2019. június 10-én ért el.
Lengyelország színeit képviselte női párosban a 2008-as pekingi és a 2012-es pekingi olimpián. 2004 óta Lengyelország Fed-kupa-csapatának tagja.

## WTA döntői

### Páros

#### Győzelmei (9)
| Összesítés           |                        |                               |
| Grand Slam-torna (0) |                        |                               |
| Tier I (0)           | Premier Mandatory* (0) | WTA 1000 (kötelező)** (0)     |
| Tier II (0)          | Premier Five* (0)      | WTA 1000 (nem kötelező)** (0) |
| Tier III (1)         | Premier* (2)           | WTA 500** (0)                 |
| Tier IV (0)          | International* (6)     | WTA 250** (0)                 |
| Tier V (0)           | Challenger* (0)        |                               |

- * 2009-től megváltozott a tornák rendszere. Az egymás mellett azonos színnel jelölt tornatípusok között nincs teljes mértékű megfelelés.
- **2021-től megváltozott a tornák kategóriáinak elnevezése.

| No. | Dátum             | Helyszín                                                 | Borítás    | Partner                 | Ellenfelei a döntőben                          | Eredmény a döntőben |  |
| 1.  | 2008. február 17. | Cachantún Cup, Viña del Mar, Chile                       | Salak      | Līga Dekmeijere         | Marija Koritceva Julia Schruff                 | 7–5, 6–3            |  |
| 2.  | 2009. április 12. | Andalucia Tennis Experience, Marbella, Spanyolország     | Salak      | Klaudia Jans            | Anabel Medina Garrigues Virginia Ruano Pascual | 6–3, 6–3            |  |
| 3.  | 2011. július 10.  | Budapest Grand Prix, Budapest, Magyarország              | Salak      | Anabel Medina Garrigues | Natalie Grandin Vladimíra Uhlířová             | 6–2, 6–2            |  |
| 4.  | 2015. március 8.  | Monterrey Open, Monterrey, Mexikó                        | Kemény     | Gabriela Dabrowski      | Anastasia Rodionova Arina Rodionova            | 6–3, 2–6, [10–3]    |  |
| 5.  | 2016. július 24.  | Swedish Open, Båstad, Svédország                         | Salak      | Andreea Mitu            | Lesley Kerkhove Lidzija Marozava               | 6–3, 7–5            |  |
| 6.  | 2017. február 5.  | St. Petersburg Ladies Trophy, Szentpétervár, Oroszország | Kemény (f) | Jeļena Ostapenko        | Darija Jurak Xenia Knoll                       | 3–6, 6–2, [10–5]    |  |
| 7.  | 2017. április 9.  | Monterrey Open, Monterrey, Mexikó                        | Kemény     | Hibino Nao              | Dalila Jakupović Nagyija Kicsenok              | 6–2, 7–6(4)         |  |
| 8.  | 2018. június 17.  | Nottingham Open, Nottingham, Egyesült Királyság          | Fű         | Abigail Spears          | Mihaela Buzărnescu Heather Watson              | 6–3, 7–6(5)         |  |
| 9.  | 2019. április 7.  | WTA Charleston, Charleston, Egyesült Államok             | Salak      | Anna-Lena Grönefeld     | Irina Hromacsova Veronyika Kugyermetova        | 7–6(7), 6–2         |  |

#### Elveszített döntői (16)
| No. | Dátum                | Helyszín                                                  | Borítás    | Partner            | Ellenfelei a döntőben                           | Eredmény a döntőben    |
| 1.  | 2004. augusztus 9.   | Orange Prokom Open, Sopot, Lengyelország                  | Salak      | Klaudia Jans       | Nuria Llagostera Vives Marta Marrero            | 4–6, 3–6               |
| 2.  | 2005. április 25.    | J&S Cup, Varsó, Lengyelország                             | Salak      | Klaudia Jans       | Tetyjana Perebijnisz Barbora Záhlavová-Strýcová | 1–6, 4–6               |
| 3.  | 2005. július 18.     | Internazionali Femminili di Palermo, Palermo, Olaszország | Salak      | Klaudia Jans       | Giulia Casoni Marija Koritceva                  | 6–4, 3–6, 5–7          |
| 4.  | 2009. január 10.     | Brisbane International, Brisbane, Ausztrália              | Kemény     | Klaudia Jans       | Anna-Lena Grönefeld Vania King                  | 6–3, 5–7, [5–10]       |
| 5.  | 2009. október 18.    | Generali Ladies Linz, Linz, Ausztria                      | Kemény     | Klaudia Jans       | Anna-Lena Grönefeld Katarina Srebotnik          | 1–6, 4–6               |
| 6.  | 2011. január 8.      | Brisbane International, Brisbane, Ausztrália              | Kemény     | Klaudia Jans       | Alisza Klejbanova Anasztaszija Pavljucsenkova   | 3–6, 5–7               |
| 7.  | 2011. május 21.      | Brussels Open, Brüsszel, Belgium                          | Salak      | Klaudia Jans       | Andrea Hlaváčková Galina Voszkobojeva           | 6–3, 0–6, [5–10]       |
| 8.  | 2012. május 26.      | Brussels Open, Brüsszel, Belgium                          | Salak      | Cseng Csie         | Bethanie Mattek-Sands Szánija Mirza             | 3–6, 2–6               |
| 9.  | 2012. szeptember 16. | Bell Challenge, Québec City, Kanada                       | Kemény(f)  | Heather Watson     | Tatjana Malek Kristina Mladenovic               | 6–7(5), 7–6(6), [7–10] |
| 10. | 2013. október 13.    | Generali Ladies Linz, Linz, Ausztria                      | Kemény (f) | Gabriela Dabrowski | Karolína Plíšková Kristýna Plíšková             | 6–7(6), 4–6            |
| 11. | 2017. augusztus 6.   | Bank of the West Classic, Stanford                        | Kemény     | Alizé Cornet       | Abigail Spears Coco Vandeweghe                  | 2–6, 3–6               |
| 12. | 2019. január 12.     | Apia International Sydney, Sydney                         | Kemény     | Hozumi Eri         | Aleksandra Krunić Kateřina Siniaková            | 1–6, 6–7(3)            |
| 13. | 2022. február 13.    | Ladies Neva Cup, Szentpétervár                            | Kemény (f) | Erin Routliffe     | Anna Kalinszkaja Catherine McNally              | 3–6, 7–6(5), [4–10]    |
| 14. | 2022. június 25.     | Bad Homburg Open, Bad Homburg                             | Fű         | Erin Routliffe     | Hozumi Eri Ninomija Makoto                      | 4–6, 7–6(5), [5–10]    |
| 15. | 2022. július 31.     | Poland Open, Varsó                                        | Salak      | Katarzyna Kawa     | Anna Danilina Anna-Lena Friedsam                | 4–6, 7–5, [5–10]       |
| 16. | 2022. október 9.     | Ostrava Open, Ostrava                                     | Kemény (f) | Erin Routliffe     | Catherine McNally Alycia Parks                  | 3–6, 2–6               |

## ITF döntői: 26 (14–12)

### Páros (14–12)
| Díjazás        |
| -------------- |
| $100,000 torna |
| $75,000 torna  |
| $50,000 torna  |
| $25,000 torna  |
| $10,000 torna  |

| Eredmény | No. | Dátum                | Torna                          | Borítás     | Partner             | Ellenfél                                        | Eredmény           |
| -------- | --- | -------------------- | ------------------------------ | ----------- | ------------------- | ----------------------------------------------- | ------------------ |
| Győztes  | 1.  | 2002. október 20.    | Benevento, Olaszország         | Kemény      | Alexia Virgili      | Stefania Chieppa Emily Stellato                 | 6–4, 6–4           |
| Döntős   | 1.  | 2003. május 19.      | Olecko, Lengyelország          | Salak       | Monika Schneider    | Kacjarina Dzehalevics Michelle Summerside       | 2–6, 6–1, 4–6      |
| Győztes  | 2.  | 2003. augusztus 10.  | Gdynia, Lengyelország          | Salak       | Klaudia Jans        | Irina Kuzmina Monika Schneider                  | 7–5, 6–2           |
| Döntős   | 2.  | 2003. szeptember 15. | Chieti, Olaszország            | Salak       | Klaudia Jans        | Kika Hogendoorn Betina Pirker                   | 3–6, 6–7 (6)       |
| Győztes  | 3.  | 2003. szeptember 22. | Gdynia, Lengyelország          | Salak       | Klaudia Jans        | Claudia Ivone Giulia Meruzzi                    | 6–0, 6–3           |
| Döntős   | 3.  | 2004. február 1.     | Tipton, Egyesült Királyság     | Kemény      | Klaudia Jans        | Rebecca Llewellyn Melanie South                 | 6–2, 1–6, 4–6      |
| Győztes  | 4.  | 2004. február 9.     | Varsó, Lengyelország           | Kemény (f)  | Klaudia Jans        | Gubacsi Zsófia Nagy Kira                        | 6-4, 6-3           |
| Győztes  | 5.  | 2004. május 30.      | Olecko, Lengyelország          | Salak       | Karolina Kosińska   | Iveta Gerlová Zuzana Zemenová                   | 6–4, 6–3           |
| Döntős   | 4.  | 2004. július 7.      | Grado, Olaszország             | Salak       | Klaudia Jans        | Rosa Maria Andres Rodriguez Andreea Ehritt-Vanc | 2-6, 2-6           |
| Győztes  | 6.  | 2004. augusztus 8.   | Gdynia, Lengyelország          | Salak       | Klaudia Jans        | Natalia Bogdanova Valerija Bondarenko           | 6-2 6-4            |
| Győztes  | 7.  | 2004. augusztus 31.  | Varsó, Lengyelország           | Salak       | Klaudia Jans        | Martina Babaková Iveta Gerlová                  | 6-2 6-3            |
| Döntős   | 5.  | 2005. február 7.     | Capriolo, Olaszország          | Kemény (f)  | Klaudia Jans        | Marija Koritceva Emma Laine                     | 6–3, 4–6, 5–7      |
| Győztes  | 8.  | 2005. május 7.       | Varsó, Lengyelország           | Salak       | Karolina Kosińska   | Taccjana Pucsak Anastasia Rodionova             | 4–6, 6–2, 7–6(7–3) |
| Döntős   | 6.  | 2006. március 5.     | Las Palmas, Spanyolország      | Kemény      | Karolina Kosińska   | Nyina Bratcsikova Alla Kudrjavceva              | 1–6, 3–6           |
| Döntős   | 7.  | 2006. április 11.    | Biarritz, Franciaország        | Salak       | Klaudia Jans        | Nyina Bratcsikova Jaroszlava Svedova            | 3–6, 2–6           |
| Döntős   | 8.  | 2006. június 9.      | Prostějov, Csehország          | Salak       | Līga Dekmeijere     | Jarmila Gajdošová Morigami Akiko                | 3–6 6–7(3)         |
| Döntős   | 9.  | 2006. szeptember 4.  | Denain, Franciaország          | Salak       | Klaudia Jans        | Romina Oprandi Jasmin Wöhr                      | 6-4 2-6 4-6        |
| Győztes  | 9.  | 2006. október 8.     | Barcelona, Spanyolország       | Salak       | Klaudia Jans        | Gallovits-Hall Edina Vanessa Henke              | 6–1, 6–2           |
| Győztes  | 10. | 2006. október 28.    | Pozsony, Szlovákia             | Kemény (f)  | Klaudia Jans        | Lucie Hradecká Michaela Paštiková               | 6–1, 6–3           |
| Győztes  | 11. | 2006. november 27.   | Milánó, Olaszország            | Szőnyeg (f) | Klaudia Jans        | Marija Koritceva Emma Laine                     | 6–7(5), 7–5, 6–4   |
| Döntős   | 10. | 2007. május 14.      | Zágráb, Horvátország           | Salak       | Klaudia Jans        | Emma Laine Szávay Ágnes                         | 1–6, 2–6           |
| Győztes  | 12. | 2007. október 8.     | Joué-lès-Tours, Franciaország  | Kemény (f)  | Klaudia Jans        | Petra Cetkovská Barbora Strýcová                | 6-3 7-5            |
| Döntős   | 11. | 2007. november 25.   | Poitiers, Franciaország        | Kemény      | Klaudia Jans        | Alla Kudrjavceva Anasztaszija Pavljucsenkova    | 6–2, 4–6, [1–10]   |
| Győztes  | 13. | 2008. június 7.      | Róma, Olaszország              | Salak       | Klaudia Jans        | Alina Zsidkova Marie-Ève Pelletier              | 6–3, 6–1           |
| Győztes  | 14. | 2016. október 30.    | Poitiers, Franciaország        | Kemény (f)  | Hibino Nao          | Alexandra Cadanțu Nicola Geuer                  | 6–0, 6–0           |
| Döntős   | 12. | 2025. február 15.    | Birmingham, Egyesült Királyság | Kemény (f)  | Viktória Hrunčáková | Francisca Jorge Matilde Jorge                   | 2–6, 6–4, [5–10]   |

## Eredményei Grand Slam-tornákon

### Párosban
| Grand Slam | Australian Open            | Australian Open                         | Roland Garros             | Roland Garros                         | Wimbledon                  | Wimbledon                             | US Open                   | US Open                               |
| Év         | Eredmény Partner           | Utolsó ellenfél                         | Eredmény Partner          | Utolsó ellenfél                       | Eredmény Partner           | Utolsó ellenfél                       | Eredmény Partner          | Utolsó ellenfél                       |
| 2007       | 2. kör Vaszilisza Bargyina | Jen Ce Cseng Csie                       | 2. kör Klaudia Jans       | Szávay Ágnes Vladimíra Uhlířová       | 1. kör Klaudia Jans        | Andrea Hlaváčková Sandra Klösel       | 2. kör Klaudia Jans       | Corina Morariu M Shaughnessy          |
| 2008       | 1. kör ME Salerni          | Csan Jung-zsan Csuang Csia-zsung        | 2. kör M Domachowska      | Peng Suaj Szun Tien-tien              | 2. kör T Perebijnisz       | Nathalie Dechy Casey Dellacqua        | 3. kör Klaudia Jans       | A Medina Garrigues V Ruano Pascual    |
| 2009       | 2. kör Klaudia Jans        | Jen Ce Cseng Csie                       | 2. kör Klaudia Jans       | Jen Ce Cseng Csie                     | 2. kör Klaudia Jans        | Cara Black Liezel Huber               | 2. kör Klaudia Jans       | A-L Grönefeld Patty Schnyder          |
| 2010       | 2. kör Klaudia Jans        | Hszie Su-vej Peng Suaj                  | 1. kör J Svedova          | Lisa Raymond Rennae Stubbs            | 2. kör Jen Ce              | D Cibulková A Pavljucsenkova          | 1. kör Chanelle Scheepers | Julia Görges A-L Grönefeld            |
| 2011       | 1. kör Klaudia Jans        | Monica Niculescu Jen Ce                 | 1. kör Klaudia Jans       | Sz Kuznyecova V Zvonarjova            | 2. kör Klaudia Jans        | Marina Eraković T Tanasugarn          | 1. kör K Jans-Ignacik     | Jessica Pegula Taylor Townsend        |
| 2012       | 3. kör Andreja Klepač      | Liezel Huber Lisa Raymond               | 1. kör Andreja Klepač     | R Kops-Jones Abigail Spears           | 2. kör K Jans-Ignacik      | Marina Eraković T Tanasugarn          | 2. kör J Gajdošová        | Liezel Huber Lisa Raymond             |
| 2013       | 1. kör T Tanasugarn        | M Kirilenko Lisa Raymond                | 3. kör O Kalasnikova      | K Mladenovic G Voszkobojeva           | 1. kör V Havarcova         | Darija Jurak T Tanasugarn             | 1. kör O Kalasnikova      | Babos Tímea F Schiavone               |
| 2014       | 2. kör Katarzyna Piter     | Květa Peschke K Srebotnik               | 2. kör Gabriela Dabrowski | Cara Black Szánija Mirza              | 1. kör Gabriela Dabrowski  | Lucie Hradecká Michaëlla Krajicek     | 3. kör Gabriela Dabrowski | Andrea Hlaváčková Cseng Csie          |
| 2015       | 3. kör Gabriela Dabrowski  | Michaëlla Krajicek B Záhlavová-Strýcová | 1. kör Gabriela Dabrowski | Csan Jung-zsan Cseng Csie             | 1. kör Gabriela Dabrowski  | Casey Dellacqua J Svedova             | 1. kör Gabriela Dabrowski | L Kicsenok N Kicsenok                 |
| 2016       | 1. kör Gabriela Dabrowski  | Konta Johanna Heather Watson            | 1. kör Nicole Melichar    | Liang Csen Vang Ja-fan                | 1. kör Hibino Nao          | Vania King A Kudrjavceva              | 2. kör Danka Kovinić      | Barbora Krejčíková Kateřina Siniaková |
| 2017       | 2. kör Hibino Nao          | Liang Csen Jang Csao-hszüan             | 2. kör Hibino Nao         | Kirsten Flipkens F Schiavone          | 1. kör Hibino Nao          | M Lučić-Baroni Andrea Petković        | 2. kör Hibino Nao         | Sorana Cîrstea S Sorribes Tormo       |
| 2018       | 2. kör Abigail Spears      | Sorana Cîrstea B Haddad Maia            | 1. kör Abigail Spears     | Katerina Bondarenko Aleksandra Krunić | Elődöntő Abigail Spears    | Barbora Krejčíková Kateřina Siniaková | 1. kör Abigail Spears     | Lesley Kerkhove Lidzija Marozava      |
| 2019       | 2. kör Hozumi Eri          | A Szasznovics Taylor Townsend           | 2. kör Jang Csao-hszüan   | Fiona Ferro Diane Parry               | 2. kör Astra Sharma        | A-L Grönefeld Demi Schuurs            | 2. kör Peng Suaj          | Anna Kalinszkaja Julija Putyinceva    |
| 2020       | 2. kör Danielle Collins    | Aojama Súko Sibahara Ena                | –                         | –                                     | elmaradt                   | elmaradt                              | –                         | –                                     |
| 2021       | –                          | –                                       | 1. kör Coco Vandeweghe    | Andreea Mitu Julija Putyinceva        | 1. kör Magda Linette       | Ljudmila Kicsenok Ninomija Makoto     | 2. kör Hozumi Eri         | Aojama Súko Sibahara Ena              |
| 2022       | 2. kör Hibino Nao          | Viktória Kužmová Vera Zvonarjova        | 3. kör Erin Routliffe     | Bondár Anna Greet Minnen              | Negyeddöntő Erin Routliffe | Danielle Collins Desirae Krawczyk     | 2. kör Erin Routliffe     | Catherine McNally Taylor Townsend     |
| 2023       | 1. kör Erin Routliffe      | Bondár Anna Greet Minnen                | 1. kör Cristina Bucșa     | Desirae Krawczyk Demi Schuurs         | 1. kör Nagyija Kicsenok    | Storm Hunter Elise Mertens            | –                         | –                                     |
| 2024       | –                          | –                                       | –                         | –                                     | –                          | –                                     | 2. kör Catherine Harrison | Gabriela Dabrowski Erin Routliffe     |

## Év végi világranglista-helyezései
| Év     | 2002 | 2003 | 2004 | 2005 | 2006 | 2007 | 2008 | 2009 | 2010 | 2011 | 2012 | 2013  | 2014  | 2015  | 2016 | 2017  | 2018 | 2019 | 2020 | 2021 | 2022 | 2023 | 2024 |
| Egyéni | 725. | 776. | 909. | 769. | 724. | 697. | 897. | –    | –    | –    | 969. | 1147. | 1148. | 1258. | 862. | 1151. | –    | –    | –    | –    | –    | –    | –    |
| Páros  | 524. | 373. | 164. | 99.  | 91.  | 84.  | 50.  | –    | –    | –    | 44.  | 50.   | 61.   | 45.   | 76.  | 31.   | 29.  | 32.  | 54.  | 125. | 34.  | 134. | 430. |